# Fallout (Fernsehserie)
Fallout ist eine US-amerikanische postapokalyptische Fernsehserie, die von Graham Wagner und Geneva Robertson-Dworet für Amazon Prime Video erdacht wurde und auf der gleichnamigen Computerspielreihe von Interplay Entertainment, das jetzt Bethesda Softworks gehört, basiert. Sie ist jedoch keine Videospielverfilmung eines Fallout-Computerspiels, sondern erzählt eine originäre Geschichte aus dem Fallout-Universum.
Amazon erwarb 2020 die Rechte zur Produktion eines Live-Action-Projekts und die Show wurde im Juli angekündigt, wobei Jonathan Nolan und Lisa Joys Kilter Films von Bethesda Game Studios an der Produktion beteiligt waren. Der weltweite Start der Serie war am 10. April 2024 mit acht Episoden der ersten Staffel. Eine zweite Staffel wird voraussichtlich Dezember 2025 verfügbar sein.

## Handlung
Die Serie zeigt die Folgen eines apokalyptischen nuklearen Schlagabtauschs in einer alternativen Geschichte der Erde, in der Fortschritte in der Nukleartechnologie nach dem Zweiten Weltkrieg zur Entstehung einer retrofuturistischen Gesellschaft und zu einem anschließenden Ressourcenkrieg führten. Viele Überlebende flüchteten in nummerierte Bunker, die sogenannten Vaults, die gebaut wurden, um die Menschheit im Falle einer nuklearen Vernichtung zu schützen, ohne zu wissen, dass die meisten Vaults dazu gedacht waren, psychologische Experimente an den Vault-Bewohnern durchzuführen.
Mehr als zweihundert Jahre später verlässt eine junge Frau namens Lucy ihr Zuhause in Vault 33, um sich auf die Suche nach ihrem Vater in die gefährlich unbarmherzige Einöde des zerstörten Los Angeles zu begeben. Unterwegs trifft sie einen Knappen der Stählernen Bruderschaft und einen Ghul-Kopfgeldjäger, jeder mit seiner eigenen mysteriösen Vergangenheit und Plänen, die es zu klären gilt.

## Produktion und Veröffentlichung

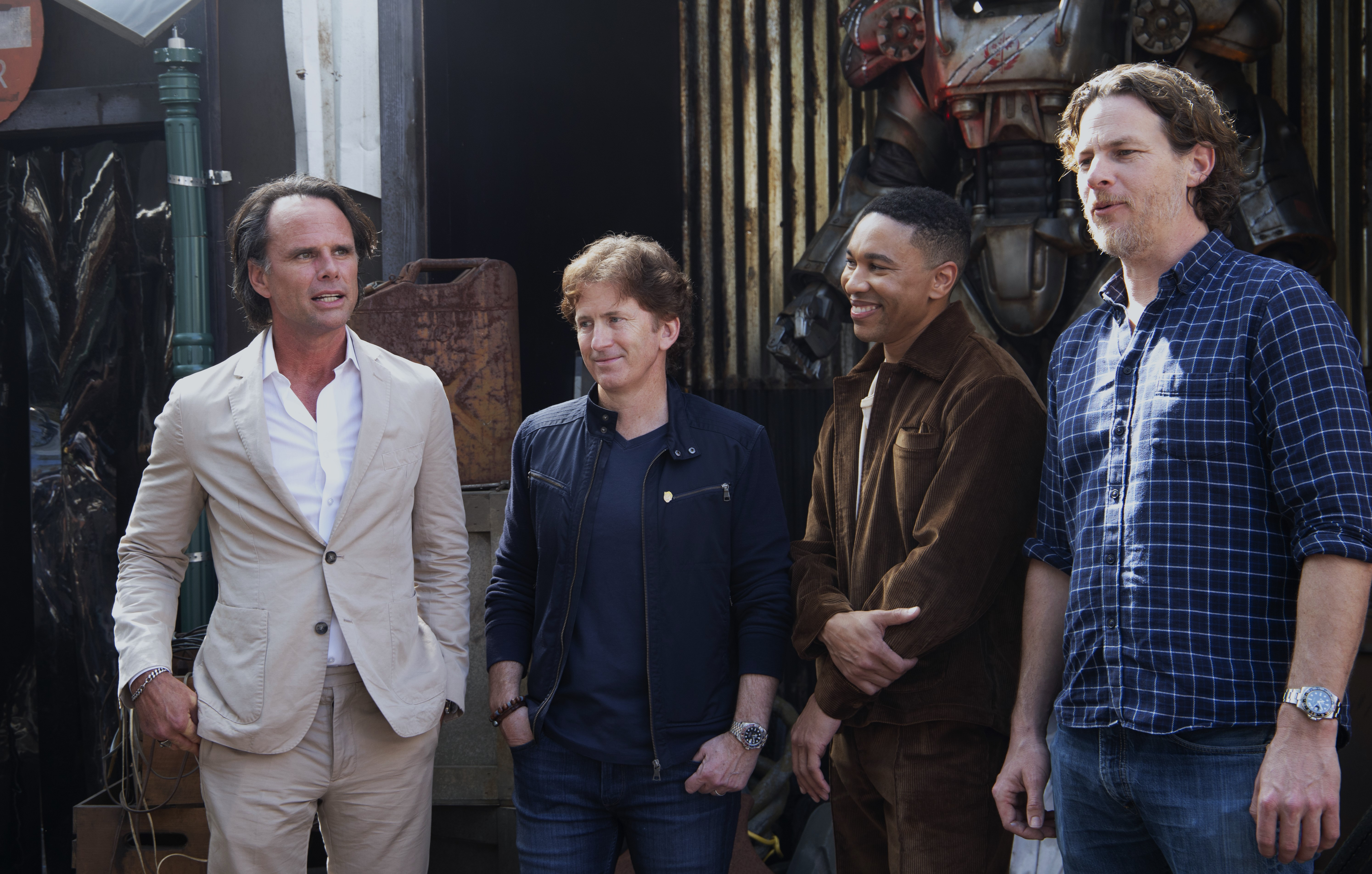
Walton Goggins, Todd Howard, Aaron Moten und Jonathan Nolan im März 2024 beim South by Southwest Film Festival (v. l. n. r.)

Im Juli 2020 wurde bekannt gegeben, dass eine Fernsehadaption des Fallout-Videospiel-Franchise eine Serienzusage von Amazon Studios erhalten hat und Jonathan Nolan und Lisa Joy dabei die künstlerische Leitung übernehmen. Geneva Robertson-Dworet und Graham Wagner wurden als Showrunner für die Serie engagiert. Nolan führte bei den ersten drei Episoden Regie. Der Produzent der Bethesda Game Studios, Todd Howard, der bei verschiedenen Spielen der Serie Regie führte, wurde neben Nolan und Joy als ausführender Produzent engagiert. Walton Goggins und Ella Purnell wurden im Februar bzw. März 2022 gecastet.
Die Dreharbeiten, die in den US-Bundesstaaten Nevada, New Jersey, New York und Utah sowie in Namibia, an der Skelettküste am Wrack der Eduard Bohlen und in Kolmannskuppe, stattfanden, begannen im Juli 2022 und endeten im März 2023.
Im Dezember 2023 wurde der erste Trailer veröffentlicht.
Ein weiterer Trailer sowie der neue Termin für die Veröffentlichung folgte im März 2024.
Die erste Staffel der Serie ist seit dem 10. April 2024 bei Prime Video verfügbar. Sie umfasst acht Episoden, die alle zeitgleich veröffentlicht wurden. Eine zweite Staffel wurde im April 2024 durch Amazon angekündigt, und soll am 17. Dezember 2025 veröffentlicht werden.

## Besetzung und Synchronisation
Die deutschsprachige Synchronisation entstand bei der Arena Synchron in Berlin nach den Dialogbüchern von Christian Kähler und unter der Dialogregie von Patrick Baehr.

### Hauptbesetzung
| Figur                    | Schauspieler                | Episoden                   | Synchronsprecher    | Bemerkung                                                                             |
| ------------------------ | --------------------------- | -------------------------- | ------------------- | ------------------------------------------------------------------------------------- |
| Lucy MacLean             | Ella Purnell                | 1.01–                      | Özge Kayalar        | eine junge Bewohnerin von Vault 33, die den Bunker verlässt                           |
| Lucy MacLean             | Luciana VanDette (als Kind) | 1.01, 1.04–1.05, 1.08      | N/A                 | eine junge Bewohnerin von Vault 33, die den Bunker verlässt                           |
| Maximus                  | Aaron Moten                 | 1.01–                      | Lasse Dreyer        | ein Knappe der Stählernen Bruderschaft                                                |
| Maximus                  | Amir Carr (als Kind)        | 1.01–1.02, 1.05, 1.08      | stumm               | ein Knappe der Stählernen Bruderschaft                                                |
| Der Ghul / Cooper Howard | Walton Goggins              | 1.01–1.04, 1.06–           | Torben Liebrecht    | einst ein berühmter Hollywood-Schauspieler, heute durch den Fallout zum Ghul geworden |
| Norman „Norm“ MacLean    | Moisés Arias                | 1.01, 1.03–1.05, 1.07–1.08 | Sebastian Fitzner   | Lucys Bruder                                                                          |
| Hank MacLean             | Kyle MacLachlan             | 1.01, 1.06, 1.08           | Tom Vogt            | Lucys Vater und Aufseher von Vault 33                                                 |
| Dane                     | Xelia Mendes-Jones          | 1.01, 1.08                 | Stefanie Dischinger | ein Mitglied der Stählernen Bruderschaft und Maximus’ engster Freund                  |

### Wiederkehrend
| Figur                       | Schauspieler        | Episoden               | Synchronsprecher  | Bemerkung |
| --------------------------- | ------------------- | ---------------------- | ----------------- | --- |
| Betty Pearson               | Leslie Uggams       | 1.01, 1.03–1.05, 1.07  | Sabina Trooger    | eine ehemalige Aufseherin von Vault 33, die inzwischen in den Ruhestand getreten ist und dem Verwaltungsrat beigetreten ist |
| Betty Pearson               | Princess Bey (jung) | 1.08                   | Nurcan Özdemir    | eine ehemalige Aufseherin von Vault 33, die inzwischen in den Ruhestand getreten ist und dem Verwaltungsrat beigetreten ist |
| Chester „Chet“              | Dave Register       | 1.01, 1.03–1.05, 1.07  | Jeremias Koschorz | Lucys Cousin |
| Reg McPhee                  | Rodrigo Luzzi       | 1.01, 1.03–1.05, 1.07  | Kim Hasper        | ein Mitglied des Verwaltungsrats von Vault 33                                                                               |
| Stephanie „Steph“ Harper    | Annabel O’Hagan     | 1.01, 1.03–1.05, 1.07  | Lydia Morgenstern | eine schwangere Bewohnerin von Vault 33 und Lucys engste Freundin                                                           |
| Woody Thomas                | Zach Cherry         | 1.01, 1.03–1.05, 1.07  | Tim Sander        | ein Mitglied des Verwaltungsrats von Vault 33                                                                               |
| Davey                       | Leer Leary          | 1.01, 1.03, 1.05, 1.07 | Peter Reinhardt   | ein Bewohner von Vault 33                                                                                                   |
| Thaddeus                    | Johnny Pemberton    | 1.01, 1.03, 1.05, 1.07 | Michael Ernst     | ein Mitglied der Stählernen Bruderschaft                                                                                    |
| Janey Howard                | Teagan Meredith     | 1.01, 1.03, 1.06–1.07  | Liya Tolaz        | Coopers Tochter im Jahr 2077                                                                                                |
| Rose MacLean                | Elle Vertes         | 1.01, 1.04–1.05, 1.08  | N/A               | Lucy und Norms Mutter |
| Lee Moldaver / Ms. Williams | Sarita Choudhury    | 1.01, 1.06–1.08        | Bettina Weiß      | vor dem Krieg als Wissenschaftlerin bekannt, hochrangiges Mitglied der Republik Neukalifornien                              |
| Barb Howard                 | Frances Turner      | 1.03, 1.06–1.08        | Natascha Geisler  | Coopers Frau im Jahr 2077 und Vault-Tec-Führungskraft                                                                       |

### Gastauftritte
| Figur                                           | Schauspieler          | Episoden         | Synchronsprecher       | Bemerkung                                                                              |
| ----------------------------------------------- | --------------------- | ---------------- | ---------------------- | -------------------------------------------------------------------------------------- |
| Ritter Titus                                    | Michael Rapaport      | 1.01–1.02        | Oliver Rohrbeck        | ein Mitglied der Stählernen Bruderschaft und Ritter von Knappe Maximus                 |
| „Mr. Handy“ / Schnipp-Schnapp (engl. Snip-Snip) | Matt Berry            | 1.01 / 1.04      | Thomas Wenke           | ein Hilfsbot von RobCo Industries                                                      |
| Sebastian Leslie                                | Matt Berry            | 1.06             | Thomas Wenke           | ein Schauspieler, der die Rechte an seiner Stimme zur Nutzung von Robotern verkaufte   |
| Ältester Quintus                                | Michael Cristofer     | 1.01, 1.08       | Wolfgang Condrus       | ein Gelehrter und ein Anführer innerhalb der Stählernen Bruderschaft                   |
| Bob Spencer                                     | Mike Doyle            | 1.01             | Nils Nelleßen          | Vater des Geburtagskindes Roy im Jahr 2077                                             |
| Honcho                                          | Mykelti Williamson    | 1.01             | Douglas Welbat         | Kopfgeldjäger, der den Ghul für einen Auftrag rekrutieren möchte                       |
| Monty                                           | Cameron Cowperthwaite | 1.01             | Patrick Roche          | Lucys unbekannter Bräutigam aus Vault 32                                               |
| Schlangenölverkäufer                            | Jon Daly              | 1.02, 1.07       | Jaron Löwenberg        | Zwielichtiger Händler für Heilmittel                                                   |
| Dr. Siggi Wilzig                                | Michael Emerson       | 1.02             | Axel Malzacher         | ein Wissenschaftler und rätselhafter Wanderer, der auf Lucy trifft                     |
| Ma June                                         | Dale Dickey           | 1.02             | Katja Brügger          | eine Eingeborene und Ladenbesitzerin in der Siedlung Filly                             |
| Bud Askins / „Brain-on-a-Roomba“                | Michael Esper         | 1.04, 1.06, 1.08 | Sebastian Schulz       | ehemaliger Mitarbeiter von West Tek, Vault-Tec-Führungskraft und Aufseher von Vault 31 |
| Huey                                            | Matty Cardarople      | 1.04             | Julien Haggège         | Organhändler in einem ehemaligen Supermarkt                                            |
| Roger                                           | Neal Huff             | 1.04             | Robin Brosch           | ein Ghul                                                                               |
| Benjamin „Ben“                                  | Chris Parnell         | 1.06–1.07        | Uwe Büschken           | der Aufseher von Vault 4                                                               |
| Birdie                                          | Cherien Dabi          | 1.06–1.07        | Victoria Sturm         | eine an der Oberfläche geborene Bewohnerin von Vault 4                                 |
| Cassandra Hawthorne                             | Angel Desai           | 1.06–1.07        | Svantje Wascher        | Wissenschaftlerin in Vault-Tec-Aufnahmen                                               |
| Charles Whiteknife                              | Dallas Goldtooth      | 1.06–1.07        | Tobias Müller          | Schauspielkollege von Cooper Howard                                                    |
| Lloyd Hawthorne                                 | Eric Berryman         | 1.06–1.07        | Daniel Welbat          | der erste Aufseher von Vault 4 und Wissenschaftler in Vault-Tec-Aufnahmen              |
| Sorrel Booker                                   | Glenn Fleshler        | 1.06             | Pierre Peters-Arnolds  | –                                                                                      |
| Adam                                            | Erik Estrada          | 1.07             | Lutz Riedel            | –                                                                                      |
| DJ Carl                                         | Fred Armisen          | 1.07             | Robert-Louis Griesbach | Radio-DJ von KPSS                                                                      |
| Frederick Sinclair                              | Michael Mulheren      | 1.08             | Roland Hemmo           | eine Führungskraft bei Big MT                                                          |
| Julia Masters                                   | Rebecca Watson        | 1.08             | Julia Biedermann       | eine Führungskraft bei REPCONN                                                         |
| Leon von Felden                                 | James Yaegashi        | 1.08             | Felix Spieß            | eine Führungskraft bei West Tek                                                        |
| Robert House                                    | Rafi Silver           | 1.08             | Dennis Herrmann        | Gründer von RobCo Industries                                                           |

## Episodenliste
| Nr. | Deutscher Titel   | Originaltitel | Regie                              | Drehbuch                                |
| --- | ----------------- | ------------- | ---------------------------------- | --------------------------------------- |
| 1 | Das Ende          | The End       | Jonathan Nolan                     | Geneva Robertson-Dworet & Graham Wagner |
| Im Jahr 2077 geraten der Schauspieler Cooper Howard und seine Tochter Janey während einer Geburtstagsparty in einen Atomangriff auf Los Angeles. 219 Jahre später meldet sich die Bewohnerin von Vault 33, Lucy MacLean, freiwillig für eine arrangierte Ehe mit einem Bewohner von Vault 32. Nach der Hochzeit stellt sich heraus, dass es sich bei den Besuchern von Vault 32 um von Lee Moldaver angeführte Raider (dt. etwa „Räuber, Plünderer“) handelt. Lucys Vater und Aufseher von Vault 33, Hank MacLean, wird gezwungen, mit ihnen den Vault zu verlassen. Entgegen den Vault-Vorschriften beschließt Lucy, alleine an die Oberfläche zu gehen, um nach ihrem Vater zu suchen. Unterdessen wird Maximus, Anwärter der Stählernen Bruderschaft, in den Rang eines Knappen befördert und schließt sich Ritter Titus bei der Jagd nach einem gesuchten Mitglied der Enklave an. An anderer Stelle findet eine Gruppe Kopfgeldjäger Howard, der durch Strahlung in einen Ghul verwandelt wurde, und versucht, ihn zu rekrutieren, um dasselbe Enklavenmitglied zu finden. Stattdessen tötet Howard sie und begibt sich auf die Suche, um das horrende Kopfgeld allein für sich zu beanspruchen. |                   |               |                                    |                                         |
| 2 | Die Zielperson    | The Target    | Jonathan Nolan                     | Geneva Robertson-Dworet & Graham Wagner |
| In einer Enklave-Einrichtung beweist Dr. Siggi Wilzig Mitgefühl und rettet einen kümmerlichen Welpen vor seiner geplanten Hinrichtung. Er zieht ihn als Versuchshund CX404 groß und entwickelt bald ein mysteriöses blau leuchtendes Objekt, das er sich selbst in den Hals injiziert bevor er mit CX404 aus der Einrichtung flieht. Im Ödland trifft Lucy auf Wilzig, der ihr rät, zu ihrem sicheren Vault zurückzukehren. Titus und Maximus beginnen derweil ihre Suche nach Wilzig und werden von einem mutierten Bären angegriffen, der Titus schwer verwundet. Er demütigt Maximus und droht ihm mit der Todesstrafe wegen unterlassener Hilfeleistung, worauf Maximus ihn verbluten lässt, bevor er dessen Powerrüstung übernimmt. Lucy trifft Wilzig in der Ortschaft Filly wieder, wo er versucht, eine sichere Überfahrt zu Moldaver zu organisieren. Auf der Suche nach dem Kopfgeld greift plötzlich Howard an, wird jedoch von Maximus abgelenkt, sodass Lucy mit dem verwundeten Wilzig fliehen kann. Der verwundete CX404 bleibt zurück, aber Howard heilt den Hund und benutzt ihn um Wilzig aufzuspüren. Wilzig ist körperlich zu angeschlagen und nimmt Zyankali. Er weist Lucy an, ihm nach seinem Tod den Kopf abzutrennen und diesen im Austausch für ihren Vater an Moldaver abzugeben. |                   |               |                                    |                                         |
| 3 | Der Kopf          | The Head      | Jonathan Nolan                     | Geneva Robertson-Dworet & Graham Wagner |
| Maximus nimmt die Identität von Ritter Titus an und die Stählerne Bruderschaft schickt einen neuen Knappen, Thaddeus, der glaubt, Maximus sei tot. Lucy wird von einem Schlinger aus dem See angegriffen, der Wilzigs eingewickelten Kopf verschluckt. Howard kommt mit CX404 an und benutzt Lucy als Köder, um den Schlinger aus dem Wasser herauszulocken, aber die mitgeführten Chemikalien, die ihn davor bewahren ein stumpfsinniger, wilder Ghul zu werden, werden bei dem Versuch zerstört. Howard lässt CX404 zurück und reist mit Lucy als seiner Gefangenen weiter. Maximus und Thaddeus verfolgen die Spur des abgetrennten Kopfes und gelangen zum selben Ort. Sie besiegen den Schlinger, bergen den Kopf und nehmen CX404 mit sich. Zurück in Vault 33 bittet Norm den Rat, die gefangenen Raider wegen Mordes hinzurichten, doch er wird abgewiesen. In einer Rückblende, wird Howard vor dem Krieg auf Anregung seiner Frau, einer Topmanagerin des Unternehmens, zum prominenten Sprecher von Vault-Tec. |                   |               |                                    |                                         |
| 4 | Die Ghule         | The Ghouls    | Daniel Gray Longino                | Kieran Fitzgerald                       |
| In Vault 33 wird Norm nach einem Gespräch mit einem gefangenen Raider zunehmend misstrauisch. Er und Chet erkunden den verlassenen Vault 32 und entdecken, dass seine Bewohner zwei Jahre zuvor an den Folgen von internen Kämpfen gestorben sind und dass jemand den Pip-Boy seiner Mutter Rose benutzt hat, um die Raider hereinzulassen. Howard ist derweil mit seiner Gefangenen Lucy im Ödland unterwegs. Nachdem beide radioaktiv verseuchtes Wasser getrunken haben, entbrennt ein kurzer Kampf zwischen ihnen, wobei beide jeweils einen Finger verlieren. Er verkauft Lucy daraufhin im Tausch gegen seine dringend benötigten Chemikalien an eine Bande von Organhändlern. Dessen Roboter „Schnipp-Schnapp“, ein Helfer-Bot, „repariert“ Lucy und näht ihr einen anderen Finger an. Sie ist erleichtert und dankbar, wird aber kurz darauf von Schnipp-Schnapp betäubt. Als sie wieder zu Sinnen kommt, steht sie kurz davor, aufgeschnitten zu werden, wehrt sich und befreit die von den Organhändlern gefangenen Ghule. Die wenigen wilden Ghule greifen sie an und zwingen Lucy, sie zu töten. Sie ist siegreich und gibt dem völlig geschwächten Howard mitleidig einige Medikamente zum Überleben, bevor sie ihren eigenen Weg weiter geht. |                   |               |                                    |                                         |
| 5 | Die Vergangenheit | The Past      | Clare Kilner                       | Carson Mell                             |
| Maximus gesteht Thaddeus seine wahre Identität und nimmt die Maske ab; angewidert deaktiviert Thaddeus daraufhin seine Powerrüstung, macht ihn damit bewegungsunfähig und begibt sich mit Wilzigs Kopf und CX404 auf den Weg ins Lager der Stählernen Bruderschaft. Lucy findet Maximus, beschützt ihn vor riesigen RAD-Kakerlaken und befreit ihn aus der Rüstung. Er heilt sie wiederum mit einem Medikament von ihrer Strahlenkrankheit. Sie vereinbaren darauf, gemeinsam auf die Suche nach dem Kopf zu gehen, in dem Lucy einen Peilsender versteckt hat. Auf ihrer Suche stoßen die beiden auf die Ruinen von Shady Sands, einer einst blühenden Nachkriegsstadt der Republik Neukaliforniens, und Maximus‘ früherer Heimatstadt. Maximus wird von einem Kannibalen angeschossen, und während er in einem verlassenen Vault-Tec-Gebäude nach medizinischen Hilfsgütern sucht, fallen die beiden versehentlich in eine Falle von Vault 4 und stranden in ihr. Zurück in Vault 33 wird Ratspräsidentin Betty Johnson zur Aufseherin gewählt. Zu Norms Schock befiehlt sie, Vault 32 wieder zu bevölkern, sobald die verstorbenen Bewohner entfernt sind. |                   |               |                                    |                                         |
| 6 | Die Falle         | The Trap      | Frederick E.O. Toye                | Karey Dornetto                          |
| Lucy und Maximus werden von Birdie, einem Überlebenden von Shady Sands, und Bob, dem Aufseher von Vault 4, begrüßt. Sie erklären, dass Vault 4 Außenstehende von der Oberfläche aufnimmt, darunter Flüchtlinge aus Shady Sands. Während sich Maximus langsam an den Komfort des Vaults gewöhnt, ist Lucy entsetzt über die exzentrischen Rituale der Flüchtlinge und die Verehrung der „Flammenmutter“ Moldaver. Überzeugt davon, dass Vault 4 etwas verbirgt, wagt sie sich auf die verbotene Ebene 12. Sie deckt menschliche Experimente auf, bevor sie erwischt wird, doch man erklärt ihr, dass die Bürger von Vault 4 sich gegen diese Wissenschaftler gewehrt haben und nun in Frieden leben. In einer weiteren Rückblende vor dem Krieg gerät Howard in Konflikt mit der Geheimhaltung von Barbs Verbindung zu Vault-Tec. Er wird zu einem geheimen Treffen eingeladen, um über die Verschwörung hinter Vault-Tec zu sprechen, das von einer jüngeren Moldaver moderiert wird. |                   |               |                                    |                                         |
| 7 | Der Funkturm      | The Radio     | Frederick E.O. Toye & Clare Kilner | Chaz Hawkins                            |
| Die Bewohner von Vault 4 versammeln sich, während Lucy auf die Verbannung aus dem Vault vorbereitet wird. Maximus stiehlt den Fusionskern des Vault-Kraftwerkes, um seine Powerrüstung zu reaktivieren und so Lucy zu befreien, da er annimmt, man würde ihr etwas antun. Nach einem kurzen Konflikt mit den Vault-Bewohnern, klärt sich die Situation auf und sie verlassen den Vault. Jedoch bekommen sie ein schlechtes Gewissen, da ohne den Fusionskern, die Vault zum Sterben verurteilt wäre, geben ihn zurück und lassen die Rüstung dort. Thaddeus verlässt CX404 und nimmt Funkkontakt mit der Stählernen Bruderschaft auf. Lucy und Maximus holen Thaddeus schließlich ein und nachdem er erfahren hat, dass er sich in einen Ghul verwandelt hat, wofür die Bruderschaft ihn töten würde, gibt Thaddeus den Kopf zurück und macht sich aus dem Staub. Lucy setzt ihre Reise daraufhin mit dem Kopf alleine fort, während Maximus mit einem anderen Kopf zurückbleibt, um die Stählerne Bruderschaft von ihr abzulenken. Norm betritt heimlich Vault 31, nachdem er herausgefunden hat, dass alle Führer von Vault 33 aus Vault 31 stammen. Währenddessen trifft Howard, nachdem er Moldavers Aufenthaltsort ermittelt hat, wieder mit CX404 zusammen. Vor dem Krieg überzeugt eine jüngere Moldaver (damals Ms. Williams genannt) Howard davon, dass die Energie- und Ressourcenkriege auf der Welt vermeidbar wären, da Vault-Tec ihr altes Forschungsprojekt ihres Unternehmens, die Kalte Fusion aufgekauft, zu Ende entwickelt hat und absichtlich heimlich zurückhält. Vault-Tec, für das er wirbt, ist in Wahrheit ein unmoralischer Kriegsgewinnler-Konzern, der kein Interesse am Frieden hat. Auch er kämpfte früher in Alaska gegen die Chinesen, was demnach völlig unnötig war. Zudem gäbe es eine Seite an seiner Frau, die er nicht kennt und dass er heimlich ihre Gespräche mit dem Vorstand des Unternehmens aufzeichnen sollte. |                   |               |                                    |                                         |
| 8 | Der Anfang        | The Beginning | Wayne Yip                          | Gursimran Sandhu                        |
| Vor dem Krieg belauscht Howard Barb und erfährt, dass Vault-Tec zusammen mit anderen führenden US-Konzernen plant, einen vollständigen Atomkrieg zu provozieren, damit die Welt nach ihrem Vorbild und ohne konkurrierende Nationen aus den unterirdischen Vaults wieder aufgebaut werden kann. Zudem planen sie in den Vaults Experimente aller Art, um so einen Wettbewerb aufrechtzuerhalten. Howard trifft auch die Junior-Führungskräfte von Vault-Tec, Betty Pearson und Henry „Hank“ MacLean. Zurück in der Gegenwart: Maximus wird von der Stählernen Bruderschaft vergeben und beteiligt sich am bevorstehenden Angriff gegen Moldavers Streitkräfte. Norm entdeckt, dass sich in Vault 31 die kryogen gelagerten Führungskräfte von Vault-Tec befinden, wird von einem Cyborg-Aufseher eingesperrt und begibt sich notgedrungen in eine kryogene Suspension, um am Leben zu bleiben. Lucy bringt den Kopf zu Moldaver, der ein experimentelles Kaltfusionsteilchen enthält. Es wird enthüllt, dass Hank für die Zerstörung von Shady Sands verantwortlich war, um die Fortsetzung von Vault-Tecs Plänen ohne Konkurrenz sicherzustellen. Als die Stählerne Bruderschaft ihren Angriff beginnt, macht sich Maximus auf den Weg und befreit ihren Vater aus der Gefangenschaft. Hank bedroht sie mit einer Powerrüstung der Stählernen Bruderschaft, bevor Howard eingreift. Er konfrontiert Hank, enthüllt seine Interaktion vor dem Krieg und fragt ihn, wo seine Familie jetzt ist. Hank gelingt es jedoch zu fliehen, was Howard zulässt, um ihn zu verfolgen. Er bietet Lucy an, ihn zusammen mit CX404, nun „Dogmeat“ genannt, zu begleiten, um die Wahrheit hinter Vault-Tec und den Aufenthaltsort seiner Familie herauszufinden. Moldaver wird tödlich verwundet, schafft es jedoch, mithilfe der Kaltfusion die gesamte Energie im Raum Los Angeles wiederherzustellen, während Maximus für sein vermeintliches Töten der Anführerin Moldaver zum Ritterschlag vorgeschlagen wird. Hank zieht sich derweil in den Stadtstaat New Vegas zurück. |                   |               |                                    |                                         |
| Die Staffel wurde komplett am 10. April 2024 um 18 Uhr pazifischer Zeit bei Prime Video veröffentlicht, das dem 11. April 2024 mitteleuropäischer Zeit entspricht. |                   |               |                                    |                                         |

## Soundtrack
| Jahr | Titel                                       | Höchstplatzierung, Gesamtwochen, AuszeichnungChartsChartplatzierungen (Jahr, Titel, Platzierungen, Wochen, Auszeichnungen, Anmerkungen) | Anmerkungen                         |
| Jahr | Titel                                       | DE | Anmerkungen                         |
| ---- | ------------------------------------------- | --- | ----------------------------------- |
| 2024 | Fallout (Original Amazon Series Soundtrack) | DE86 (1 Wo.)DE | Erstveröffentlichung: 8. April 2024 |

## Auszeichnungen
- Emmy (2024): Ausgezeichnet als Outstanding Music Supervision und Outstanding Emerging Media Program[14]
- Golden Joystick Awards (2024): Auszeichnung als Best Game Adaption[15]
- The Game Awards (2024): Auszeichnung als Beste Adaptation[16]
- Saturn Awards (2025): als Beste Science-Fiction-Serie sowie mit dem Spotlight Award ausgezeichnet[17]